# France aux Jeux paralympiques d'hiver de 2022
La France participe aux Jeux paralympiques d'hiver de 2022 à Pékin en Chine du 4 au 13 mars 2022. Il s'agit de sa treizième participation à des Jeux d'hiver.
Le skieur nordique Benjamin Daviet est désigné comme porte-drapeau de la délégation française le 26 janvier 2022.
La liste des sélectionnés est annoncée le 2 février avec dix-sept athlètes, dont quatre guides, dans les trois disciplines para ski alpin, para ski nordique et para snowboard. Mi-février, Laurent Vaglica rejoint la sélection suivi par Cécile Hernandez qui a contesté auprès du Comité international paralympique la suppression de sa catégorie.

## Médailles
| Sport       | Discipline                    | Athlète(s)                 | Performance | Date    |
| ----------- | ----------------------------- | -------------------------- | ----------- | ------- |
| Biathlon    | 15 km hommes, debout          | Benjamin Daviet            |             | 11 mars |
| Ski alpin   | Descente hommes, debout       | Arthur Bauchet             |             | 5 mars  |
| Ski alpin   | Combiné alpin hommes, debout  | Arthur Bauchet             |             | 7 mars  |
| Ski alpin   | Slalom hommes, debout         | Arthur Bauchet             |             | 13 mars |
| Ski de fond | 1,5 km sprint hommes, debout  | Benjamin Daviet            |             | 9 mars  |
| Snowboard   | Snowboard cross SB-LL2 femmes | Cécile Hernandez-Cervellon |             | 7 mars  |
| Snowboard   | Banked Slalom SB-UL hommes    | Maxime Montaggioni         |             | 11 mars |

| Sport       | Discipline                   | Athlète(s)                                                                    | Performance | Date    |
| ----------- | ---------------------------- | ----------------------------------------------------------------------------- | ----------- | ------- |
| Ski alpin   | Super-G femmes, debout       | Marie Bochet                                                                  |             | 6 mars  |
| Ski de fond | 12,5 km libre hommes, debout | Benjamin Daviet                                                               |             | 12 mars |
| Ski de fond | Relais open (4 × 2,5 km)     | Benjamin Daviet Anthony Chalençon Guides : Alexandre Pouye et Brice Ottonello |             | 13 mars |

| Sport     | Discipline                  | Athlète(s)                                        | Performance | Date    |
| --------- | --------------------------- | ------------------------------------------------- | ----------- | ------- |
| Ski alpin | Descente hommes, malvoyants | Hyacinthe Deleplace Guide : Valentin Giraud Moine |             | 5 mars  |
| Ski alpin | Slalom géant hommes, debout | Arthur Bauchet                                    |             | 10 mars |

## Bilan général
| Sport       |   |   |   | Total | Rang pays |
| ----------- | - | - | - | ----- | --------- |
| Ski alpin   | 3 | 1 | 2 | 6     | 4e        |
| Snowboard   | 2 | 0 | 0 | 2     | 2e        |
| Ski de fond | 1 | 2 | 0 | 3     | 6e        |
| Biathlon    | 1 | 0 | 0 | 1     | 6e        |

| Date    |   |   |   | Total |
| ------- | - | - | - | ----- |
| 5 mars  | 1 | 0 | 1 | 2     |
| 6 mars  | 0 | 1 | 0 | 1     |
| 7 mars  | 2 | 0 | 0 | 2     |
| 8 mars  | 0 | 0 | 0 | 0     |
| 9 mars  | 1 | 0 | 0 | 1     |
| 10 mars | 0 | 0 | 1 | 1     |
| 11 mars | 2 | 0 | 0 | 2     |
| 12 mars | 0 | 1 | 0 | 1     |
| 13 mars | 1 | 1 | 0 | 2     |
| Total   | 7 | 3 | 2 | 12    |

| Sexe   |   |   |   | Total |
| ------ | - | - | - | ----- |
| Hommes | 6 | 1 | 2 | 9     |
| Femmes | 1 | 1 | 0 | 2     |
| Mixte  | 0 | 1 | 0 | 1     |
| Total  | 7 | 3 | 2 | 12    |

| Nom             | Discipline             |   |   |   | Total |
| --------------- | ---------------------- | - | - | - | ----- |
| Arthur Bauchet  | Ski alpin              | 3 | 0 | 1 | 4     |
| Benjamin Daviet | Biathlon / Ski de fond | 2 | 2 | 0 | 4     |

## Sports

### Ski alpin

#### Sélection
Lors d'un entraînement, Victor Pierrel est blessé et doit déclarer forfait.
| Homme(s) | Femme(s)                                              |
| --- | ----------------------------------------------------- |
| - Arthur Bauchet (LW3), Club des sports d'hiver du Briançonnais - Hyacinthe Deleplace (B2), GUC Grenoble ski - Valentin Giraud Moine, guide - Maxime Jourdan, guide - Manoel Bourdenx (LW4), Club Peisey-Vallandry - Jordan Broisin (LW4), Handisport lyonnais - Lou Braz Dagand (LW10-2), Club des sports de Tignes - Oscar Burnham (LW6/8-2), Club des sports de Tignes - Victor Pierrel (LW12-1), Club Peisey-Vallandry - Jules Segers (LW12-1), Club Peisey-Vallandry | - Marie Bochet (LW6/8-2), Club Albertville handisport |

### Ski nordique

#### Sélection
| Homme(s) | Femme(s) |
| --- | -------- |
| - Anthony Chalencon (B1), Ski club de Morzine-Avoriaz - Brice Ottonello, guide - Alexandre Pouye, guide - Benjamin Daviet (LW2), Club handisport annécien | - aucune |

### Snowboard

#### Sélection
| Homme(s) | Femme(s)                              |
| --- | ------------------------------------- |
| - Maxime Montaggioni (SB-UL), Anices handisport - Mathias Garcia Menendez (SB-LL2), Handisport annecien - Laurent Vaglica (SB-LL2), Ski club Marseille Saint-Antoine | - Cécile Hernandez-Cervellon (SB-LL2) |